# 鄭寅
鄭寅（1491年—？），字思敬，浙江紹興府餘姚縣人，民籍，明朝政治人物。

## 生平
嘉靖四年（1525年）乙酉科浙江鄉試第十六名舉人，嘉靖十四年（1535年），登三甲第一百零二名進士。授行人司行人，十七年八月選山東道監察御史。嘉靖二十二年（1543年）謫直隸成安縣知縣。

## 家族
曾祖鄭仕讓；祖父鄭叔倫；父鄭文榮。母夏氏；繼母趙氏。慈侍下。弟憲、宽、蒙、密、宗。